# Бердж, Тайлер
Тайлер Бёрдж (Tyler Burge; род. 1 января 1946, Атланта, Джорджия) — американский учёный-философ, специалист по философии сознания, философии языка и эпистемологии, а также по истории философии (по Фреге и Канту). Разработчик Anti-individualism.
Доктор философии (1971), заслуженный профессор Калифорнийского университета в Лос-Анджелесе.
Член Американского философского общества (2007), членкор Британской академии (1999).
Лауреат Jean Nicod Prize (2010).

## Биография
Окончил Уэслианский университет (бакалавр, 1967). В 1971 году получил степень доктора философии в Принстонском университете (он поступил также в Йель, но выбрал Принстон по совету Robert Stalnaker). С того же 1971 года в Калифорнийском университете в Лос-Анджелесе: ассистент-профессор, с 1976 года ассоциированный профессор, с 1979 года полный профессор, ныне именной профессор (Mr. and Mrs. C. N. Flint Professor) философии. Член Американской академии искусств и наук (1993). В 1980-81 гг. приглашённый профессор MIT, в 1998 г. — Стэнфорда, и в том же году — Гарварда. Стипендиат Гуггенхайма (1977). По собственным словам, более всего испытал влияние Канта, в котором Бердж «абсолютно не переносит идеализм», а также Фреге, после них — Декарта, и в меньшей степени Аристотеля.
Член Institut International de Philosophie (1990).